# Zofia Oleśnicka
Zofia Oleśnicka (zm. ok. 1567) – przez długi czas uważana za pierwszą polską poetkę. 

## Życiorys

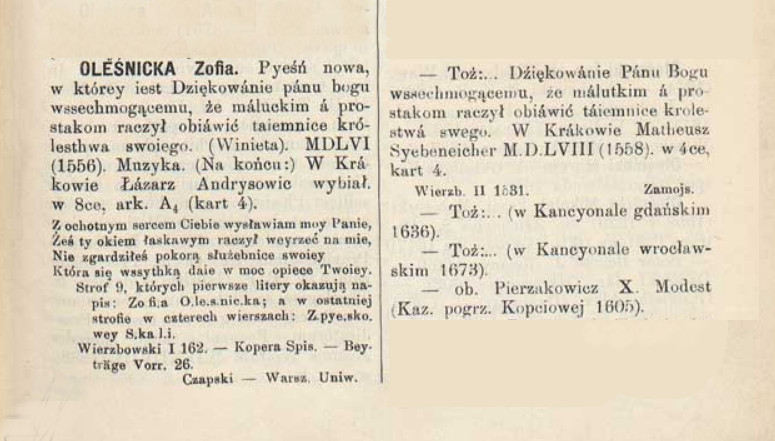
Hasło OLEŚNICKA Zofia w Bibliografii staropolskiej Karola J. T. Estreichera (t. 23, s. 323)

Była córką starosty chęcińskiego, Hieronima Szafrańca i jego drugiej żony Zofii Zborowskiej. Pochodziła z Pieskowej Skały, siedziby rodu Szafrańców. Dzieciństwo i młodość spędziła na Wawelu, ponieważ jej ojciec sprawował urząd sekretarza Zygmunta Starego do jego śmierci w roku 1548.
Została żoną Mikołaja Oleśnickiego, będącego od 1546 roku właścicielem dóbr pińczowskich. Miała dwóch synów: Andrzeja i Jana Oleśnickich.

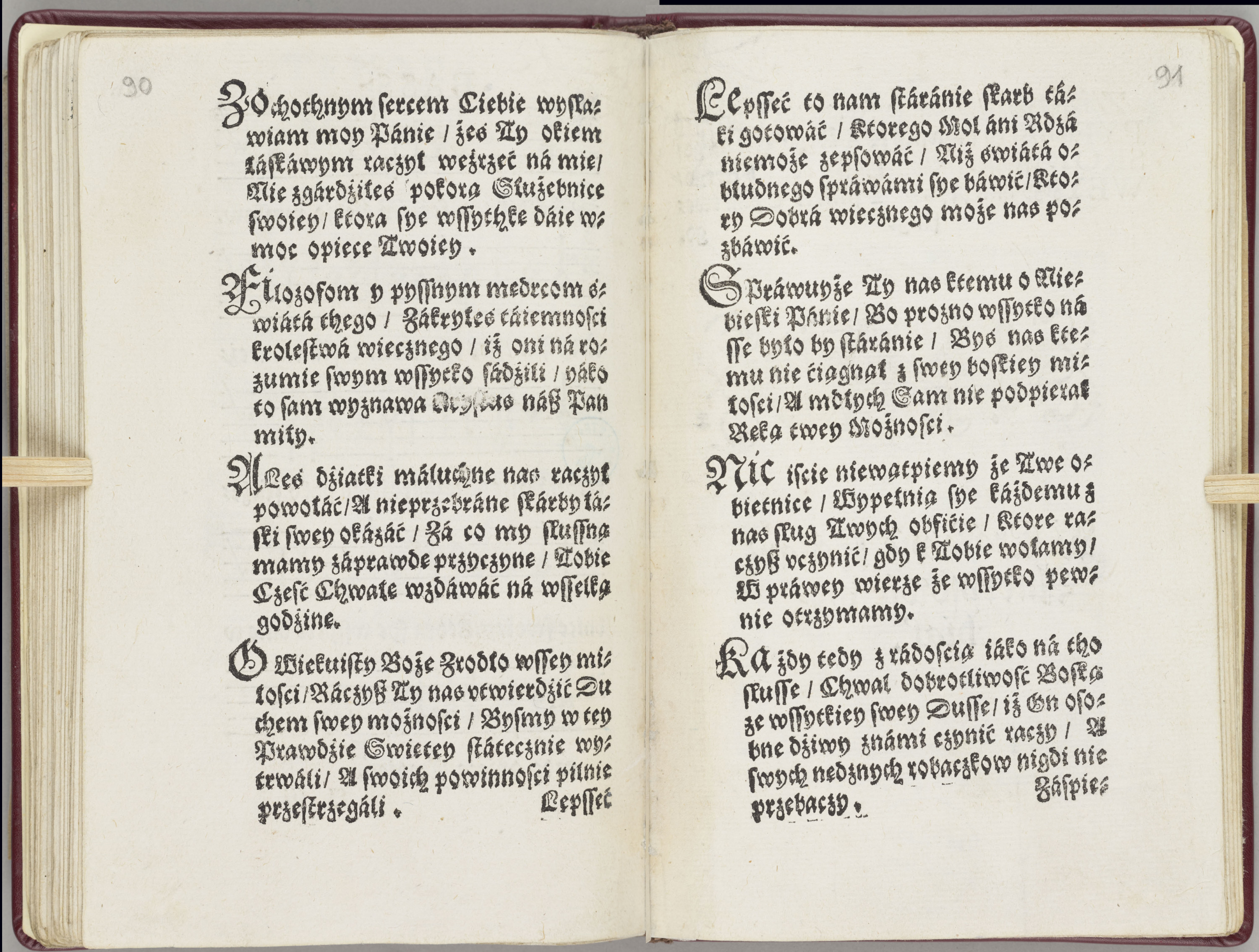
Strony 6-7 publikacji z 1556 r. Pyesń nowa, to iest Dziękowanie panu bogu wssechmogącemu (...) przypisywanej Zofii Oleśnickiej. Pierwsze sylaby kolejnych strof tworzą akrostych „Zo fi a O le s nic ka”

Tradycja ukazuje Zofię Oleśnicką jako renesansową intelektualistkę, pierwszą polską poetkę. Przypisywano jej autorstwo protestanckiej pieśni religijnej wydanej w Krakowie w 1556 roku przez Łazarza Andrysowicza „Z ochotnem sercem Ciebie wysławiam mój Panie”. W pieśni tej podmiot wypowiada poetycką modlitwę ustami kobiety. Została ona ułożona w formie akrostychu – pierwsze litery i sylaby kolejnych strof i wersów układają się w zwrot: „Zofia Olesnicka z Pyeskowey Skali”.  Jednak w XX wieku pieśń tę zaczęto łączyć z osobą poety i kompozytora Cypriana Bazylika związanego z rodziną Oleśnickich, jednak z dużą ostrożnością i adnotacją: autorstwo niepewne. Sprawa autorstwa pieśni jest więc nierozstrzygnięta. 
Zofia Oleśnicka i jej mąż, Mikołaj Oleśnicki umarli między 1 czerwca 1566 roku a 15 marca 1567 roku. Zostali pochowani w podziemiach kościoła obecnego pw. św. Jana w niedostępnym dziś grobowcu.

## Upamiętnienie
Decyzją Międzynarodowej Unii Astronomicznej w 1994 roku jeden z kraterów wulkanicznych na Wenus został nazwany Oleśnicka na cześć Zofii Oleśnickiej.